# Gaëtan Coucke
Gaëtan Coucke (Tongeren, 3 november 1998) is een Belgisch voetballer die als doelman speelt. Hij stroomde in 2016 door vanuit de jeugd van KRC Genk naar het eerste elftal van de club. Sinds de zomer van 2024 staat hij onder contract bij Al-Orobah FC.

## Carrière

### KRC Genk
Coucke zette zijn eerste voetbalstappen bij het plaatselijke Vliermaal FC waar hij door profclub KRC Genk ontdekt werd in 2006. In zijn eerste jaar in de jeugd van Genk was hij nog veldspeler maar al snel bleek dat hij meer de kwaliteiten had om het als doelman te maken. Vanaf het seizoen 2007-2008 werd hij doelman bij de U10. Na hier alle jeugdreeksen doorlopen te hebben maakte hij in het seizoen 2016/17 de overstap naar het eerste elftal, Coucke werd derde doelman na Marco Bizot en Nordin Jackers.
Om Coucke meer speelminuten te kunnen bieden besloot Genk om hem in het seizoen 2018/19 voor één seizoen uit te lenen aan Lommel SK dat uitkomt in eerste klasse B, het tweede niveau in België. Op 3 augustus 2018 op de eerste competitiespeeldag mocht hij meteen zijn debuut in de basis maken in de wedstrijd tegen Union Sint-Gillis, Lommel won de wedstrijd met 1-0 waarin een sterke Coucke dus meteen de nul kon houden. Eind augustus tekende Coucke tijdens zijn uitleenbeurt aan Lommel een contractverlenging bij Genk tot 2021. Op 21 april 2019 ontving hij van de Lommelse supporters de Lommelse gouden schoen, de prijs voor beste speler van Lommel SK van het seizoen 2018/19.
In de zomer van 2019 keerde bij terug naar Genk waar hij de doublure werd van eerste keeper Danny Vukovic. Vukovic liep begin augustus echter een zware blessure op waardoor Coucke een plaatsje mocht opschuiven en eerste keeper werd van Genk. Hij maakte zijn officieel debuut op 3 augustus 2019 in de uitwedstrijd tegen KV Mechelen. Coucke trok zich goed uit de slag, maar na enkele foutjes liet trainer Hannes Wolf Couckes doublure Maarten Vandevoordt na het bekerduel tegen Antwerp FC op 3 december 2019 in doel staan.

### KV Mechelen
Nadat Coucke uit beeld verdwenen was bij Genk tekende hij in de zomer van 2020 een definitief contract bij KV Mechelen. Hij mocht van coach Wouter Vrancken aan het seizoen starten als eerste doelman. Maar eind 2020 moest hij die plaats afstaan aan Yannick Thoelen. Hij scheurde in april 2021 zijn meniscus waardoor het seizoen erop zat.

## Statistieken
| Seizoen         | Club            | Land                   | Competitie           | Competitie | Competitie | Beker | Beker | Supercup | Supercup | Europa | Europa | Totaal | Totaal |
| Seizoen         | Club            | Land                   | Competitie           | Wed.       | Dlp.       | Wed.  | Dlp.  | Wed.     | Dlp.     | Wed.   | Dlp.   | Wed.   | Dlp.   |
| --------------- | --------------- | ---------------------- | -------------------- | ---------- | ---------- | ----- | ----- | -------- | -------- | ------ | ------ | ------ | ------ |
| 2016/17         | KRC Genk        | Vlag van België        | Eerste Klasse A      | 0          | 0          | 0     | 0     | —        | —        | 0      | 0      | 0      | 0      |
| 2017/18         | KRC Genk        | Vlag van België        | Eerste Klasse A      | 0          | 0          | 0     | 0     | —        | —        | —      | —      | 0      | 0      |
| 2018/19         | → Lommel SK     | Vlag van België        | Eerste Klasse B      | 34         | 0          | 0     | 0     | —        | —        | —      | —      | 34     | 0      |
| 2019/20         | KRC Genk        | Vlag van België        | Eerste Klasse A      | 18         | 0          | 0     | 0     | 0        | 0        | 5      | 0      | 23     | 0      |
| 2020/21         | KV Mechelen     | Vlag van België        | Eerste Klasse A      | 16         | 0          | 3     | 0     | —        | —        | —      | —      | 19     | 0      |
| 2021/22         | KV Mechelen     | Vlag van België        | Eerste Klasse A      | 35         | 0          | 1     | 0     | —        | —        | —      | —      | 36     | 0      |
| 2022/23         | KV Mechelen     | Vlag van België        | Eerste Klasse A      | 29         | 0          | 3     | 0     | —        | —        | —      | —      | 32     | 0      |
| 2023/24         | KV Mechelen     | Vlag van België        | Eerste Klasse A      | 36         | 0          | 0     | 0     | 1        | 0        | —      | —      | 37     | 0      |
| 2024/25         | Al-Orobah FC    | Vlag van Saoedi-Arabië | Saudi Premier League | 27         | 0          | 1     | 0     | —        | —        | 0      | 0      | 28     | 0      |
| Carrière totaal | Carrière totaal | Carrière totaal        | Carrière totaal      | 195        | 0          | 8     | 0     | 1        | 0        | 5      | 0      | 209    | 0      |

## Interlandcarrière
Coucke kwam reeds uit voor diverse Belgische nationale jeugdelftallen. In 2015 debuteerde hij in België U17. Met de U17 van het Belgisch voetbalelftal behaalde hij de derde plaats op het Wereldkampioenschap voetbal onder 17 in 2015. Coucke was aanvankelijk tweede keeper op dit toernooi na Jens Teunckens maar in de troostfinale voor de derde plaats tegen Mexico kreeg hij zijn kans en keepte een hele goede wedstrijd waarmee hij een belangrijk aandeel had in de 3-2 overwinning.
Op woensdag 11 november 2020 verkreeg de doelman zijn eerste selectie bij de Rode Duivels voor de vriendschappelijke interland tegen Zwitserland en de Nations League-wedstrijden tegen Engeland en Denemarken. Hij werd opgeroepen ter vervanging van Thomas Kaminski die positief testte op corona.

## Palmares
| Wereldkampioenschap voetbal onder 17 | Brons | 2015 |

| Belgische Supercup | 1x | 2019 |